# Квазіфлексія
Квазіфлексія — введена робоча одиниця для представлення суфіксальних послідовностей дієслівних основ, яка служить для автоматичного розрізнення омонімії між суфіксами й графемними комплексами або графемами при морфемному членуванні. Квазіфлексія репрезентує графемну діагностику на морфемному шві між коренем і суфіксальною послідовністю і є базовим поняттям динамічної моделі морфемного сегментування. Завдяки введенню поняття квазіфлексії  досягнуто мінімізації змістової інформації, необхідної при аналізі знакових одиниць — морфем, без урахування значення кореня.

## Метод квазіфлексій в інфологічній моделі автоматичного морфемного аналізу
Наприклад, нам потрібно сегментувати дієслівні основи інфінітива із суфіксом -юва-, що сполучається в препозиції з графемою /ц/

Розглянемо гілку алгоритму, яка представляє сегментацію суфіксальної зони інфінітива за квазіфлексіями, у яких графемі /ц/, що становить суфікс, передують графеми /п/,/д/,/б/. Ми тут використовуємо квазіфлексії, тому що морфемної структури «цювати» як такої не існує, а тим паче «пцювати». Але для зняття омонімії і виділення саме слова драпцювати, а не солодцювати, ми повинні дати програмі псевдоморфему, яка буде відрізняти ці 2 слова. Тобто відмінність графемного вираження сусідніх квазіфлексій хоча б за однією графемою визначає тип морфемної структури суфіксальної зони основи:
ацює — RS прац>ює-(ш);
бцює — R2S дріб>ц-ює-(ш);
евцює –R2S шев>ц-ює-(те);
ивцює — R3S жи>в-ц-ює-(те).
Як свідчить інфологічна модель морфемної сегментації, квазіфлексії — це синтагматичні відрізки слова. Правобічна межа суфіксальної послідовності основи слова завжди збігається із межею квазіфлексії. Лівобічна межа суфіксальної послідовності дієслівної основи може збігатися з межею квазіфлексії (що зустрічається дуже рідко) або нарощуватися графемами кореневого морфа. Наприклад, морфемна сегментація основ дієслів працювати, шевцювати, живцювати моделюється квазіфлексіями: /евцюва/, /авцюва/, /ивцюва/. Графеми /е/,/а/,/и/, що належать до кореня словоформи, виступають диференційною ознакою квазіфлексій і сигналізують про різну морфемну сегментацію суфіксальної зони дієслівних основ, які на морфемному шві між суфіксом -юва- й наступною морфемою (сегментація проходить у інверсійному порядку) мають графему /ц/.
У межах динамічної моделі морфемної сегментації квазіодиниці такого типу називаються квазіфлексіями, але це не значить, що вони мають таке функціональне навантаження, як і реальні флексії. Квазіфлексії не виконують словозмінної функції; конструктивно вони можуть представляти всю суфіксальну послідовність і навіть частину кореня. Оскільки у флективних мовах граматична інформація зосереджена переважно в кінці словоформ, моделювання морфемної сегментації передбачає, що лінгвістичний процесор буде «зчитувати» словоформу з кінця, в інверсійному порядку, тому мінімальне сполучення графем, необхідне для сегментації суфіксальної зони основи дієслова — формально виділена одиниця — асоціюється із частиною, що закінчує слово — флексією. Саме тому ця квазіодиниця називається квазіфлексією, а не квазісуфіксом, квазіосновою чи квазікоренем